# Lussault-sur-Loire
Lussault-sur-Loire è un comune francese di 732 abitanti situato nel dipartimento dell'Indre e Loira nella regione del Centro-Valle della Loira.

## Società

### Evoluzione demografica
Abitanti censiti